# 안응준
안응준은 대한민국의 건축가이다. 1975년 서울특별시에서 출생하였다.

## 생애
스타일 랩 종합건축사사무소 소속 건축사이다.
1991년 광명공업고등학교를 입학하여 건축과에서 건축을 배우기 시작했다. 경희대학교 일반대학 건축을 전공하였으며,  "빛의 건축적 도구를 적용한 전통예전시관 계획 논문"을 대한건축학회 학술대회에서 발표했다.
청주에 오픈한 카페 에클로그의 부지선정부터 설계를 진행하였다.
인스타그램을 통해서 많이 소통하고 있으며, 건축사안선생이라는 필명으로 활동하고 있다.
최근 건물을 짓는 예비건물주들을 위한 유익한 정보를 유튜브에서 알리고 있다.

## 건축물

### 국내
- 2017 - 위례 "은금재" 단독주택 건축설계
- 2018 - 거제 라이트하우스 팬션 건축설계
- 2020 - 청주 카페 에클로그 건축설계

## 수상경력
- 청주시 아름다운 건축물 대상, 2020

## 자격증
- 대한민국 건축사자격증 (2008년 12월 26일)